# Bielahong
Bielahong (kinesiska: 别拉洪, 别拉洪乡) är en socken i Kina. Den ligger i provinsen Heilongjiang, i den nordöstra delen av landet, omkring 640 kilometer öster om provinshuvudstaden Harbin. Antalet invånare är 4 375. Befolkningen består av 2 116 kvinnor och 2 259 män. Barn under 15 år utgör 11,0 %, vuxna 15-64 år 83 %, och äldre över 65 år 4,0 %.
Genomsnittlig årsnederbörd är 910 millimeter. Den regnigaste månaden är juli, med i genomsnitt 171 mm nederbörd, och den torraste är februari, med 17 mm nederbörd.